# Municipio de Hambden
El municipio de Hambden (en inglés: Hambden Township) es un municipio ubicado en el condado de Geauga en el estado estadounidense de Ohio. En el año 2010 tenía una población de 4661 habitantes y una densidad poblacional de 80,05 personas por km².

## Geografía
El municipio de Hambden se encuentra ubicado en las coordenadas 41°37′38″N 81°9′20″O / 41.62722, -81.15556. Según la Oficina del Censo de los Estados Unidos, el municipio tiene una superficie total de 58.23 km², de la cual 57,66 km² corresponden a tierra firme y (0,97 %) 0,57 km² es agua.

## Demografía
Según el censo de 2010, había 4661 personas residiendo en el municipio de Hambden. La densidad de población era de 80,05 hab./km². De los 4661 habitantes, el municipio de Hambden estaba compuesto por el 98,31 % blancos, el 0,43 % eran afroamericanos, el 0,09 % eran amerindios, el 0,43 % eran asiáticos, el 0,17 % eran de otras razas y el 0,58 % eran de una mezcla de razas. Del total de la población el 0,73 % eran hispanos o latinos de cualquier raza.